# Aeolochroma viridimedia
Aeolochroma viridimedia là một loài bướm đêm trong họ Geometridae.